# HD 46709
HD 46709，又名BD+10 1186，SAO 95870、HR 2406，是一颗恒星，视星等为5.88，位于銀經202.21，銀緯1，其B1900.0坐标为赤經6h 29m 46.8s，赤緯+10° 1′ 2″。